# Family Tree (deel 1) en What's in a Name? (deel 2)
Family Tree (deel 1) en What's in a Name? (deel 2) is de negende en tiende aflevering van het tiende seizoen van het tienerdrama Beverly Hills, 90210, die voor het eerst werden uitgezonden op 17 november 1999.

## Plot
Janet en Steve zijn op huwelijksreis en zij zitten in een luxe motel en hebben het gezellig en romantisch. Maar al snel beginnen de problemen, Steve wil de open haard aansteken. Als die brandt, staat al snel de kamer blauw van de rook omdat de schoorsteen niet open staat. Als dit opgelost is en de stemming al begint te dalen dan horen zij ineens een polkaband spelen in de gang wat niet hun muzieksmaak is. Steve gaat op ontdekkingstocht waar dit vandaan komt en komt erachter dat de band daar zit in verband met de nationale kampioenschappen en moeten dus flink oefenen en tot overmaat van ramp zitten zij in de kamer langs het gelukkige bruidspaar. Steve gaat terug naar zijn kamer en ziet dan Janet in bed liggen die doorgezakt is. Zij besluiten hun reis niet te laten verpesten en proberen het leuk te maken. Plotseling beginnen de weeën bij Janet en zij haasten zich naar het ziekenhuis, bang omdat de baby te vroeg is. Het ziekenhuis probeert alles om de bevalling uit te stellen omdat anders er veel risico is voor de gezondheid van de baby. Steve is bang voor de baby en maakt zich grote zorgen maar houdt zich groot voor Janet.
Ondertussen is Jackie op bezoek bij Matt om haar scheiding te regelen en zij wil haar man financieel uitkleden en de volledige voogdij over hun dochter Erin. Kelly is niet zo blij met de situatie met het feit dat Gina de schuld is van deze toestand en dat zij nog steeds bij Matt werkt, Matt wil haar niet ontslaan. De thuissituatie van Kelly helpt ook niet dat zij zich lekker voelt, Noah woont daar nu ook tijdelijk en Kelly neemt hem nog steeds kwalijk met het feit dat hij de oprichter was van de nachtclub waar Mel is betrapt.
Dylan is druk bezig om het buurtcentrum onder druk te zetten om Andrew weer terug in dienst te nemen, de directrice wil hier niet aan omdat volgens haar de mensen dit niet zullen accepteren dat er een homo de leiding geeft over jonge kinderen. Dylan vermoedt dat zij degene is die hierop tegen is en dreigt zijn geldkraan dicht te draaien wat haar niet overtuigd. Andrew is niet blij met de hulp van Dylan en vraagt hem dit te laten rusten. Dylan wil hier niet aan en draait de geldkraan dicht, dit heeft geen effect op de instelling van de directrice. Nu probeert Dylan de kinderen te mobiliseren om Andrew terug te krijgen en de kinderen vragen Andrew te blijven die hier verheugd over is en besluit dan om te blijven. Dylan vindt het niet prettig dat Gina nu naar David is gegaan. Hij weigert zich hierbij neer te leggen en wil haar terug.
De bevalling van Janet komt eraan en de vrienden haasten zich naar het ziekenhuis om Janet en Steve bij te staan in deze moeilijke tijd. Het is een moeilijke bevallingen en de levens van zijn dochter en Janet zijn in gevaar wat Steve tot wanhoop drijft. Uiteindelijk komen zij er beiden bovenop en ze besluiten hun dochter Madeleine te noemen. Steve is trots op zijn twee meisjes en is blij dat alles is goed gekomen. Hun vrienden blijven om hen bij te staan in deze moeilijke tijd en zijn ook blij dat alles is goed gekomen.
Donna komt tot ontdekking dat haar vader ook de vader van Gina is en dat geeft toch wel een schok bij Donna en zij weet niet wat zij met dit nieuws aan moet. Donna wil dit met haar ouders, Felice en John, overleggen en hoort van hen dat dit klopt. John is in het verleden naar bed geweest met de zus van Felice en daar is Gina uit geboren, zij hebben dit altijd verzwegen en Gina nooit verteld dat John de vader is en willen dit ook zo houden. Donna is van mening dat Gina recht heeft op de waarheid en wil dit vertellen aan Gina. De ouders smeken Donna om dit stil te houden omdat zij bang zijn dat Gina de waarheid niet aankan. Nu weet Donna niet wat zij moet doen en twijfelt over het vertellen aan Gina.
Kelly is nu samen met haar moeder aan het helpen in de Peach Pitt bij het vestrekken van gratis eten aan dakloze mensen als Kelly merkt dat Jackie flink aan het afgeven is op Mel. Dit is niet het ergste als de dochter Erin er niet bij was maar die is er nu wel bij en hoort alles wat Jackie vertelt over Mel en dit kan Erin nog niet aan. Kelly smeekt Jackie om hier mee te stoppen omdat Erin anders een complex krijgt. Jackie beseft dat zij verkeerd bezig is en beloofd dit niet meer te doen als Erin erbij is.

## Rolverdeling
- Jennie Garth - Kelly Taylor
- Ian Ziering - Steve Sanders
- Brian Austin Green - David Silver
- Tori Spelling - Donna Martin
- Luke Perry - Dylan McKay
- Joe E. Tata - Nat Bussichio
- Lindsay Price - Janet Sosna
- Daniel Cosgrove - Matt Durning
- Vanessa Marcil - Gina Kincaid
- Ann Gillespie - Jackie Taylor
- Vincent Young - Noah Hunter
- Nancy Moonves - Dr. Long
- Mercedes Kastner - Erin Silver
- Janet Carroll - Patsy Regan
- Zach Bostrom - Henry Regan
- Robb Derringer - Andrew Emery
- Michael Durrell - Dr. John Martin
- Katherine Cannon - Felice Martin